# Зерновой (Ставропольский край)
Зерново́й — посёлок в Красногвардейском районе (муниципальном округе) Ставропольского края России.

## География
Расстояние до краевого центра: 87 км.
Расстояние до районного центра: 10 км.

## История
В соответствии с Указом Президиума Верховного Совета РСФСР от 21 сентября 1964 года посёлок Первое отделение совхоза «Медвеженский» переименован в посёлок Зерновой.
До 16 марта 2020 года посёлок входил в Медвеженский сельсовет.

## Население
| 1989 | 2002 | 2010 | 2014 |
| ---- | ---- | ---- | ---- |
| 122  | ↗153 | ↘149 | ↘100 |

По данным переписи 2002 года в национальной структуре населения русские составляли 64 %, цыгане — 33 %.